# Wielki pożar Nowego Jorku w 1776 roku
Wielki pożar Nowego Jorku (ang. Great Fire of New York) – pożoga trwająca od nocy 20 września do rana 21 września 1776 roku, która w znacznym stopniu zniszczyła dzielnicę West Side w Nowym Jorku, mieszczącym się wówczas na południowym krańcu New York Island (obecnie znanej jako Manhattan). Pożar wybuchł na początku okupacji miasta przez siły brytyjskie podczas kampanii nowojorskiej – jednego z etapów wojny o niepodległość Stanów Zjednoczonych.
Pożar zniszczył od 10 do 25 procent ówczesnych zabudowań miasta, z kolei część niedotkniętych katastrofą dzielnic została splądrowana. Powszechnie wierzono lub zakładano, że pożar został wzniecony celowo przez człowieka lub grupę osób. Brytyjscy przywódcy oskarżali o podpalenie rewolucjonistów amerykańskich, z kolei sami mieszkańcy zakładali, że pożar wznieciła któraś z walczących ze sobą grup. Pożar miał długofalowy wpływ na okupację miasta przez Brytyjczyków, która zakończyła się dopiero w 1783 roku.

## Tło historyczne
Kiedy w kwietniu 1775 roku rozpoczęła się wojna o niepodległość Stanów Zjednoczonych, Nowy Jork – chociaż nie był jeszcze metropolią – stanowił już ważny ośrodek handlowy. Populacja, wynosząca ok. 25 tys. mieszkańców, zamieszkiwała wtedy tylko dolną New York Island. Przed wybuchem wojny prowincja Nowy Jork podzieliła się pod względem politycznym na ugrupowania patriotów, popierających uniezależnienie się od Korony brytyjskiej, i popierających Koronę lojalistów. Po bitwie pod Lexington i Concord władzę nad miastem przejęli patrioci, którzy rozpoczęli aresztowania lojalistów.
Na początku lata 1776 roku, w początkowym etapie wojny, brytyjski generał William Howe rozpoczął kampanię mającą na celu przejęcie kontroli nad miastem i jego – ważnym ze względów militarnych – wybrzeżem. Po zakończonej w lipcu okupacji Staten Island wspierany przez flotę swojego brata, admirała lorda Richarda Howe’a, pod koniec sierpnia przypuścił udany atak na Long Island. Amerykański generał George Washington ocenił, że zdobycie Nowego Jorku przez Brytyjczyków jest nieuniknione, wobec czego wycofał większość swojej armii o ok. 16 km na północ w kierunku Harlem Heights. Niektórzy patrioci – w tym m.in. generał Nathanael Greene i John Jay – optowali za tym, żeby spalić miasto doszczętnie, uniemożliwiając tym samym Brytyjczykom wykorzystanie go. Washington przedłożył tę propozycję Drugiemu Kongresowi Kontynentalnemu, który jednak ją odrzucił, stwierdzając, że Nowy Jork „w żadnym wypadku nie powinien zostać uszkodzony”.
15 września 1776 roku siły brytyjskie, dowodzone przez Howe’a, dotarły na Manhattan. Następnego dnia część żołnierzy brytyjskich ruszyła w stronę Harlemu, gdzie doszło do ponownego starcia dwóch armii, a reszta w stronę miasta. Exodus mieszkańców rozpoczął się na długo przed dotarciem Brytyjczyków do portu. Kiedy w lutym pojawiły się pierwsze oddziały Armii Kontynentalnej, skłoniło to część mieszkańców – przede wszystkim lojalistów, którzy znaleźli się na celowniku patriotów – do ucieczki, a zdobycie Long Island przyspieszyło wyludnianie miasta. Armia Kontynentalna podczas okupacji zaadaptowała do celów wojskowych wiele opuszczonych budynków, które Brytyjczycy wykorzystali do swoich celów po skonfiskowaniu ich patriotom. Obecność dwóch armii – oraz związana z tym konieczność zakwaterowania żołnierzy i adaptowanie istniejących zabudowań do celów wojskowych – wpłynęła na to, że znacząco zmalała liczba budynków, w których mogła mieszkać ludność cywilna.

## Przebieg
Według zeznań naocznego świadka, Johna Josepha Henry’ego – amerykańskiego więźnia przetrzymywanego na pokładzie statku HMS „Pearl” – pożar rozpoczął się w Fighting Cocks Tavern w pobliżu Whitehall Slip. Płomienie, podsycane przez suche powietrze i silny wiatr, rozprzestrzeniły się na północ i zachód, prowadząc do błyskawicznego zajmowania się kolejnych, położonych tuż obok siebie budynków. Mieszkańcy – w pośpiechu zabierając to, co zdołali – wyszli tłumnie na ulice, szukając schronienia na trawiastym obszarze, obecnie znanym jak City Hall Park. Płomienie dotarły na Broadway w pobliżu Beaver Street, trawiąc większość zabudowań pomiędzy Broadwayem a rzeką Hudson. Pożar trwał do godzin porannych. Ustał zarówno wskutek zmiany kierunku wiatru, jak i działań mieszkańców, według Henry’ego wspieranych przez brytyjskich marynarzy, których wysłano im na pomoc. Przyczyną zakończenia rozprzestrzeniania się ognia mogło być również to, że pożar dotarł do nieukończonego jeszcze, słabo zabudowanego King’s College, położonego na północnym końcu obszaru dotkniętego przez pożogę. Szacunkowo zniszczeniu uległo od 400 do 1000 budynków, co stanowiło 10–25% ówczesnej zabudowy miasta, liczącej ok. 4000 budowli. Wśród spalonych budynków znalazł się m.in. oryginalny kościół Trójcy Świętej.

## Pokłosie

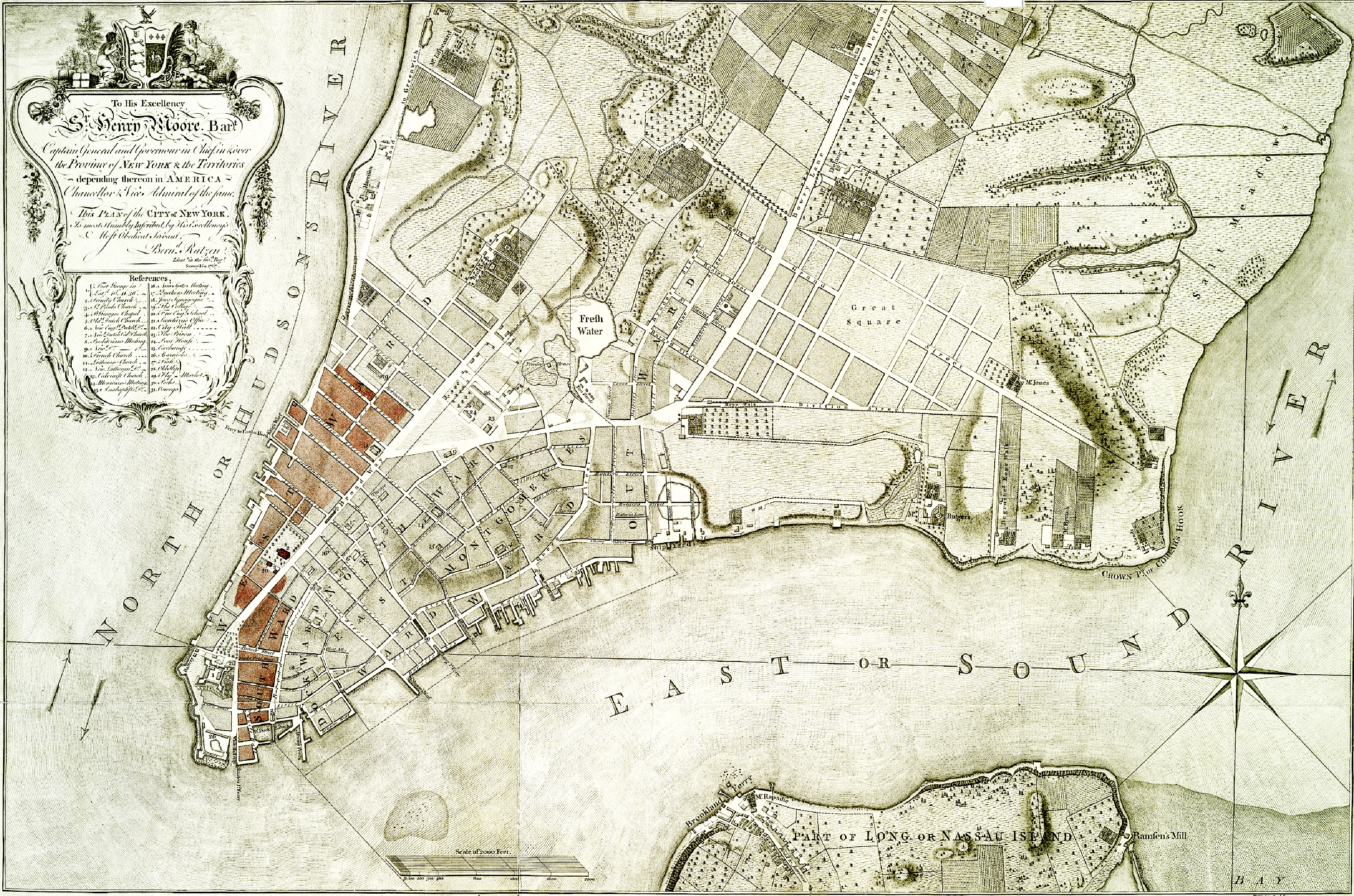
Mapa New York Island (obecnie Manhattan) z 1776 r. Na czerwono zaznaczone obszary zniszczone podczas pożaru.

### Podejrzenia o podpalenie
Howe w raporcie wysłanym do Londynu zasugerował, że ogień podłożono celowo. Gubernator William Tryon podejrzewał, że za podpalenie odpowiedzialny był Washington, stwierdzając, że „wiele okoliczności prowadzi do podejrzenia, że pan Washington był wtajemniczony w ten haniebny czyn” oraz że „w mieście znaleziono ukrytych niektórych żołnierzy jego armii”. Wielu Amerykanów podejrzewało, że za pożarem stali podpalacze z obozu patriotów. W swoich zeznaniach Henry stwierdza, że marynarze powracający na „Pearl” po ugaszeniu pożaru mówili, że uczestniczyli w akcji, podczas której ludzi „przyłapywano na podpalaniu domów”.
Część Amerykanów oskarżała Brytyjczyków, co miało pomóc im splądrować miasto. Heski major zeznał, że część Brytyjczyków biorących udział w akcji gaśniczej „sowicie się wynagrodziła, rabując niepłonące domy w pobliżu”.
22 września Washington napisał do Johna Hancocka, zdecydowanie zaprzeczając, jakoby posiadał jakiekolwiek informacje na temat źródła pożaru. W liście do swojego kuzyna, Lunda, napisał: „Opatrzność – lub jakiś zacny człek – zrobił dla nas więcej, niźli bylibyśmy w stanie zrobić dla siebie”.
Według historyka Barneta Schectera żadnego oskarżenia o podpalenie nie udało się udowodnić. Najsilniejszym dowodem przemawiającym na korzyść tej hipotezy było to, że ogień pojawił się jednocześnie w kilku miejscach. Współcześnie wiadomo jednak, że płonące fragmenty drewnianych gontów dobrze przenoszą ogień. Jeden z uczestników tamtych wydarzeń odnotował w pamiętniku, że „płomienie przenosiły się na kilka domów” przez szczątki „niesione na wietrze na pewną odległość”.
Brytyjczycy przesłuchali ponad 200 podejrzanych, nikomu jednak nie postawiono zarzutów. Zbiegiem okoliczności okazało się aresztowanie w dniu pożaru w Queens Nathana Hale’a, amerykańskiego kapitana szpiegującego dla Washingtona. Niektóre plotki próbowały powiązać go z pożarem, jednak nigdy nie znalazły one żadnego racjonalnego poparcia – nic nie wskazuje na to, że przyczyną jego aresztowania i ostatecznie powieszenia było cokolwiek poza szpiegostwem.

### Wpływ na okupację brytyjską
Po ugaszeniu pożaru generał James Robertson skonfiskował ocalałe budynki powiązane ze znanymi patriotami i przekazał je oficerom brytyjskim. Miejsca kultu religijnego, z wyjątkiem tych należących do Kościoła Anglii, zostały przekształcone w więzienia, szpitale albo koszary. Część niższych rangą żołnierzy Korony została zakwaterowana wśród cywilów. W następstwie tych posunięć do miasta przybyła spora liczba lojalistów z terenów opanowanych przez patriotów, co skutkowało przeludnieniem i utworzeniem slumsów w ruinach i na zgliszczach. Po pożarze nie przywrócono władzy nad miastem w ręce cywilów, a zamiast tego wprowadzono stan wojenny. Podczas okupacji brytyjskiej powszechnymi problemami były przestępstwa i fatalne warunki sanitarne, które zakończyły się dopiero po opuszczeniu miasta przez Brytyjczyków w listopadzie 1783 r.

## W kulturze popularnej
Nowy Jork – w tym część miasta zniszczona w pożarze – pojawia się jako jedno z miejsc odwiedzanych przez Ratonhnhaké:tona, głównego bohatera gry Assassin’s Creed III. Pierwotnie postać miała być jednym z uczestników pożaru, jednak ze względu na ograniczenia techniczne twórcy gry ostatecznie porzucili ten pomysł, ograniczając się do dodania odpowiedniego wpisu w leksykonie gry.